# Vicent Esteve Nebot
Vicent Esteve Nebot (Moncofa, 5 d'octubre de 1963 - 1 de maig de 2012) fou un polític valencià, militant del Partit Socialista del País Valencià (PSPV) des de 1985.
Fou regidor a l'ajuntament de Moncofa (la Plana Baixa) des del 1989 al 2011, dirigint diverses regidories al govern municipal des del 1991. A les eleccions a les Corts Valencianes de 2011 aconseguí l'acta de diputat. Morí d'un infart l'1 de maig de 2012 a l'edat de 49 anys.